# Monahan Creek (West Fork Chakina River)
Der Monahan Creek ist ein 30,6 km langer linker Nebenfluss des West Fork Chakina River im zentralen Süden des US-Bundesstaats Alaska.

## Flusslauf
Der Monahan Creek wird von einem kleinen Gletscher im Norden der Chugach Mountains auf einer Höhe von etwa 1350 m gespeist. Das Quellgebiet befindet sich 14 km südwestlich des 2489 m hohen Goodlata Peak. Der Monahan Creek durchfließt ein breites Flusstal flankiert von 2000 m hohen Gebirgskämmen, anfangs 13 km in nördlicher, anschließend in nordnordöstlicher Richtung. Auf seinen letzten 7 Kilometern wendet sich der Monahan Creek nach Osten und trifft auf einer Höhe von 759 m auf den weiter östlich verlaufenden kürzeren West Fork Chakina River, der nach weiteren 6 Kilometern in den Chakina River mündet.

## Einzugsgebiet
Der Monahan Creek entwässert ein Areal von etwa 137 km². Das Einzugsgebiet befindet sich im Wrangell-St.-Elias-Nationalpark. Es grenzt im Osten an das des oberstrom gelegenen West Fork Chakina River, im Süden und im Südwesten an das des North Fork Bremner River sowie im Nordwesten an das des Klu River.